# Obiectivul de Dezvoltare Durabilă 8
Obiectivul de dezvoltare durabilă 8 (ODD 8 sau Obiectivul Global 8) - „Muncă decentă și creștere economică” este unul dintre cele 17 Obiective de Dezvoltare Durabilă adoptate de Națiunile Unite în 2015. Potrivit Organizației Națiunilor Unite, obiectivul este: „Promovarea creșterii economice susținute, incluzive și durabile, a ocupării depline și productive a forței de muncă și a muncii decente pentru toți”.
Obiectivul are 12 ținte în total. dintre care unele urmează să fie atinse până în 2030, iar altele până în 2020. Primele zece sunt ținte de rezultat. Acestea sunt: creștere economică durabilă, diversificare, inovare și modernizare pentru productivitate economică, promovarea politicilor de sprijinire a creării de locuri de muncă și dezvoltarea întreprinderilor, îmbunătățirea eficienței resurselor în consum și producție, ocuparea deplină a forței de muncă și muncă decentă cu salarii egale pentru aceeași muncă, promovarea ocupării forței de muncă, a educației și a formării tinerilor, eradicarea sclaviei moderne, a traficului de persoane și a muncii copiilor, protejarea drepturilor persoanelor angajate în muncă și promovarea unor medii de lucru sigure, promovarea unui turism durabil, benefic și universal, accesul universal la servicii bancare, asigurări și servicii financiare. În plus, există și două ținte pentru mijloace de implementare: creșterea sprijinului pentru comerț (Aid for Trade), dezvoltarea unei strategii globale de ocupare a forței de muncă pentru tineri.
Pentru țările cel mai puțin dezvoltate, ținta economică este de a obține o creștere anuală de cel puțin 7% a produsului intern brut (PIB). În 2018, rata globală de creștere a PIB per locuitor a fost de 2 la sută.
În ultimii cinci ani, creșterea economică în țările cel mai puțin dezvoltate a crescut cu o rată medie de 4,3%. În 2019, 22% dintre tinerii din lume nu aveau un loc de muncă și nici nu urmau cursuri de educație sau formare.

## Context

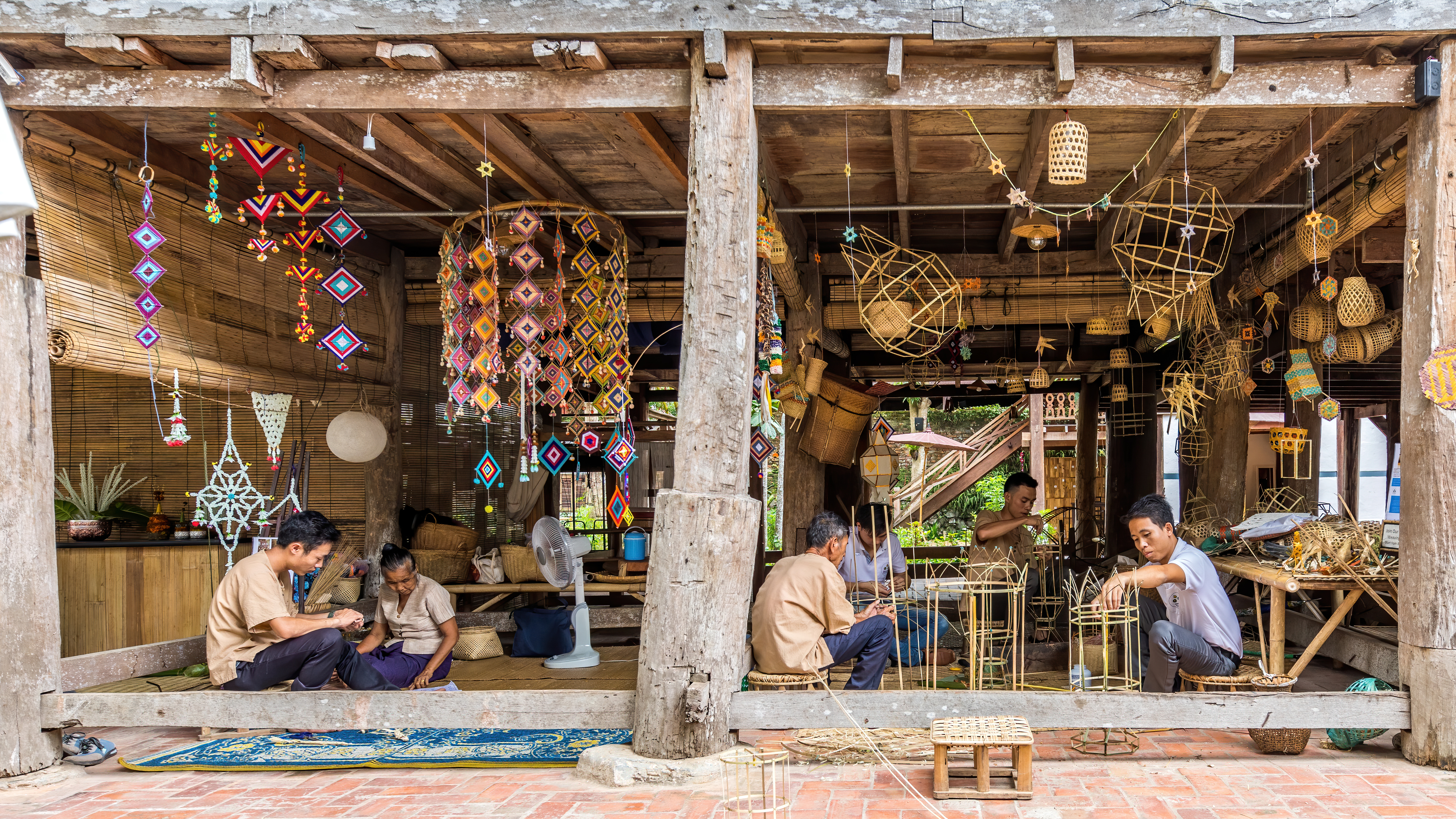
Meșteri manufacturieri fabricând coșuri din bambus și confecții textile, în casa de patrimoniu „Heuan Chan”, Luang Prabang, Laos

Timp de aproape trei decenii, numărul lucrătorilor care trăiesc în sărăcie extremă s-a redus drastic. Acest lucru se întâmplă în ciuda impactului de durată al crizei financiare din 2007–2008 și al recesiunii globale. În țările în curs de dezvoltare, 34% din totalul locurilor de muncă au fost pentru clasa de mijloc, ponderea crescând în ritm rapid între 1991 și 2015. Creșterea ocupării forței de muncă din 2008 „a fost în medie de doar 0,1% anual, comparativ cu 0,9% între 2000 și 2007”.
ODD 8 urmărește să promoveze creșterea economică durabilă și echitabilă pentru toți lucrătorii, indiferent de mediul din care provin, de rasă sau gen. Aceasta înseamnă atingerea unor „niveluri mai înalte de productivitate economică prin diversificare, modernizare tehnologică și inovare, inclusiv prin concentrarea asupra sectoarelor cu valoare adăugată mare și cu intensitate a muncii ridicată".
Crizele multiple pun economia globală sub o amenințare serioasă, estimându-se că rata glpbală de creștere a PIB-ului real per locuitor va încetini în 2023. Condițiile economice dificile împing mai mulți lucrători la angajare informală. Rata șomajului în rândul tinerilor continuă să fie mult mai mare decât rata adulților, ceea ce evidențiază provocările continue în asigurarea oportunităților de angajare pentru tineri. Totuși, pandemia Covid-19 a accelerat digitalizarea și a transformat accesul la finanțare. La nivel global, 76% dintre adulți dețineau conturi bancare sau conturi la instituții reglementate în 2021, față de 62% în 2014. Se estimează că inflația medie globală va scădea de la 7,5% în 2022 la 5,2% în 2023, pe fondul scăderii prețurilor la alimente și energie și a reducerii cererii, în special în marile economii dezvoltate.

## Ținte, indicatori și progres
ONU a definit cele 12 ținte și 17 indicatori pentru ODD 8. Țintele specifică obiectivele, iar indicatorii sunt modalitatea prin care se urmărește dacă aceste ținte sunt atinse înainte de termenul limită declarat, putând fi subiectul unei actualizări. Doi dintre indicatori urmează să fie atinși până în anul 2020, unul până în anul 2025, iar restul de paisprezece indicatori urmează să fie atinși până în 2030.

### Ținta 8.1: Creștere economică durabilă

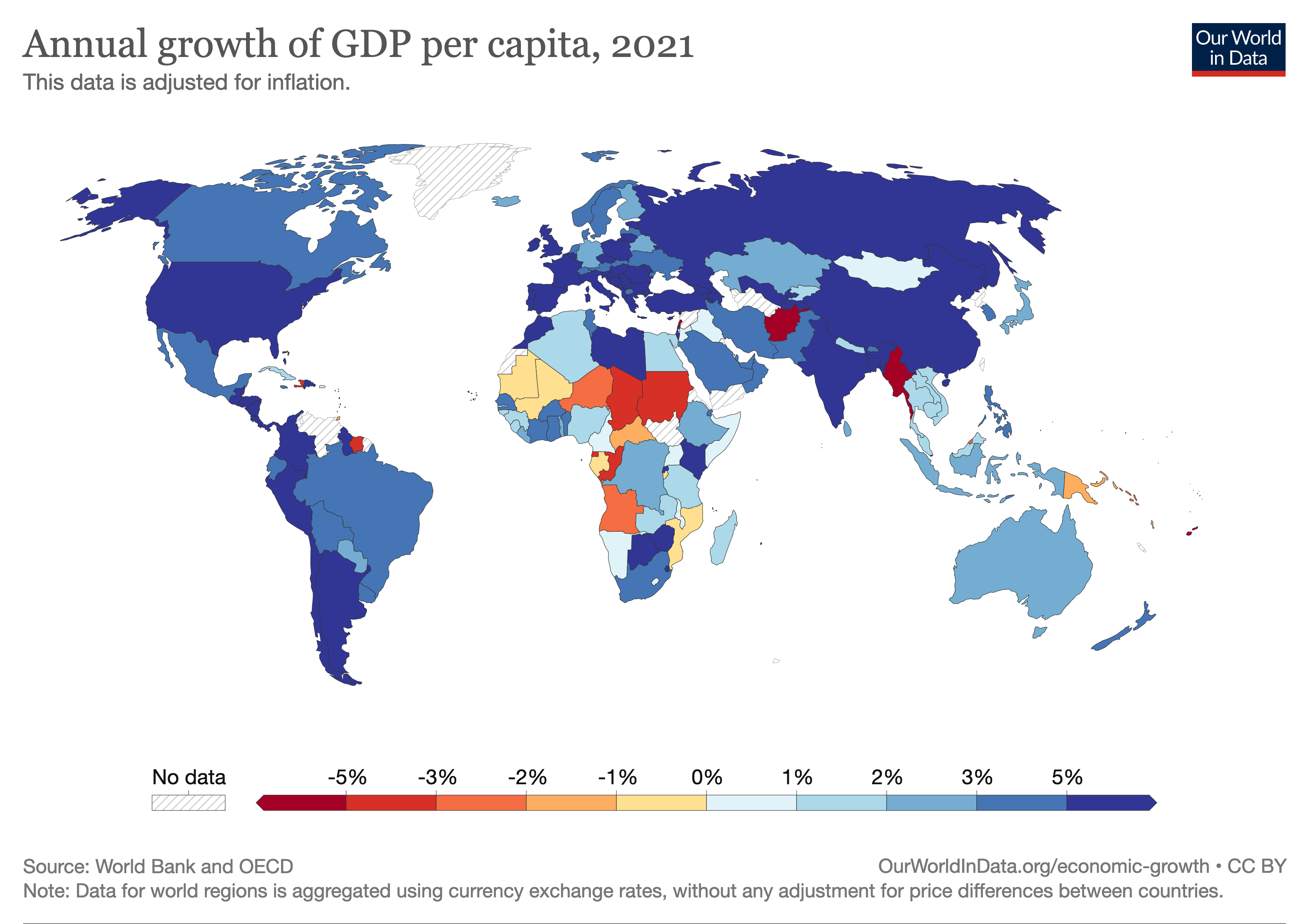
Harta lumii pentru indicatorul 8.1.1: Rata anuală de creștere a PIB real per persoană angajată

Textul integral al Țintei 8.1 este: „Susținerea creșterii economice per locuitor în conformitate cu circumstanțele naționale și, în special, creșterea cu cel puțin 7% pe an a produsului intern brut în țările cel mai puțin dezvoltate”. 
Această țintă are un singur indicator: indicatorul 8.1.1 reprezintă „Rata anuală de creștere a produsului intern brut real per locuitor”.
Obținerea unei productivități mai mari va necesita diversificare și îmbunătățire tehnologică, împreună cu inovare, antreprenoriat și creșterea întreprinderilor mici și mijlocii (IMM-uri).
În 2018, rata globală de creștere a PIB per locuitor a fost de 2%.

### Ținta 8.2: Diversificare, inovare și modernizare pentru creșterea productivității economice

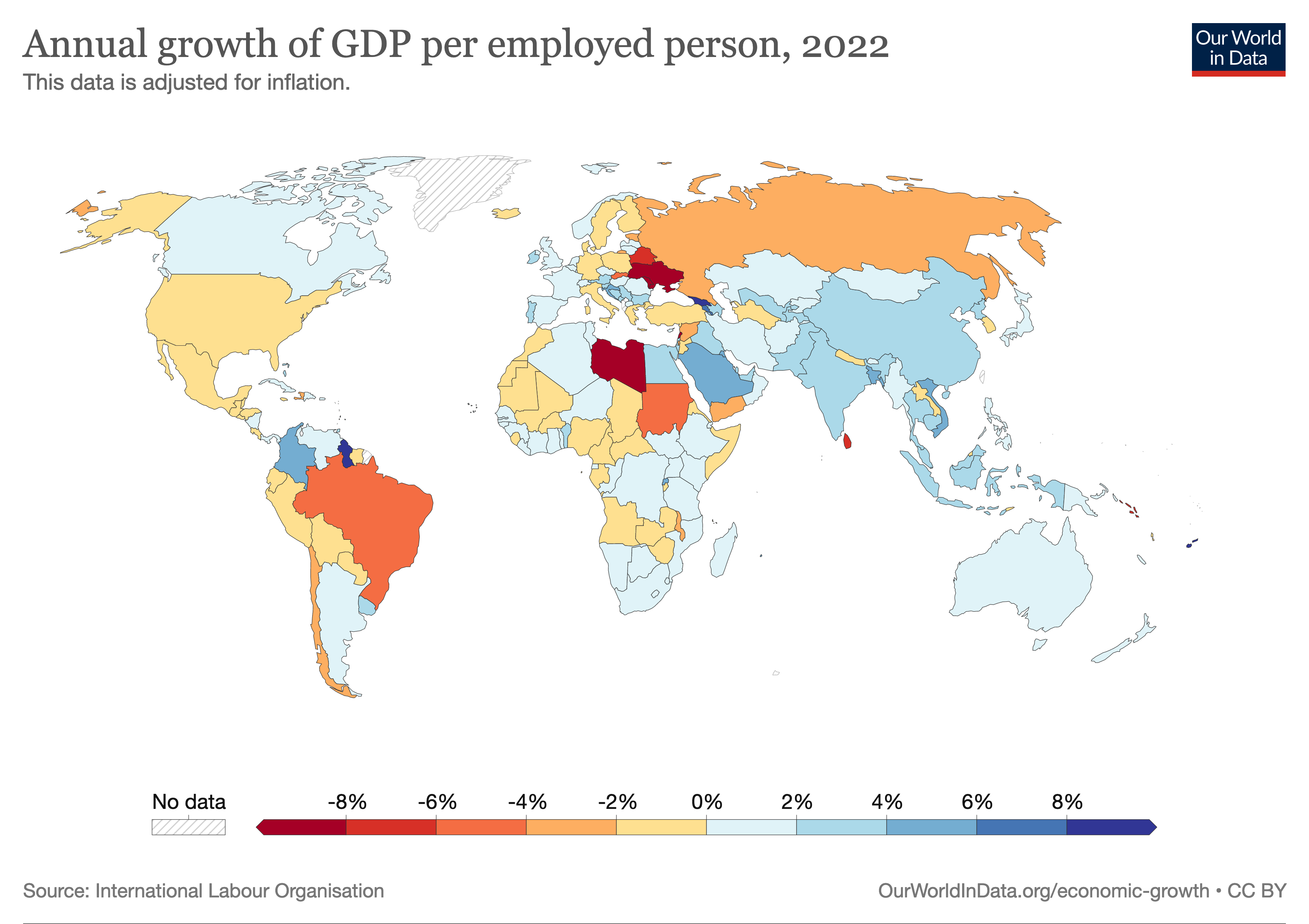
Harta lumii pentru indicatorul 8.2.1: Rata anuală de creștere a PIB real pe angajat

Textul integral al Țintei 8.2 este: „Atingerea unor niveluri mai ridicate de productivitate economică prin diversificare, modernizare tehnologică și inovare, inclusiv prin concentrarea asupra sectoarelor cu valoare adăugată mare și intensitate a muncii ridicată".
Această țintă are un singur indicator: indicatorul 8.2.1 reprezintă „Rata anuală de creștere a PIB real per persoană angajată”.
În America de Nord, Canada și Statele Unite au înregistrat o creștere medie de 0,5% a PIB-ului per persoană angajată, dar în general continentul a înregistrat o scădere de aproximativ -0,53% în productivitate. America de Sud a înregistrat o scădere generală a PIB-ului per persoană angajată, Venezuela înregistrând valoarea maximă, de -31,8%. În general, continentul a înregistrat o scădere de aproximativ -2,56% a productivității.
Asia a înregistrat o creștere medie a PIB-ului per persoană angajată, de aproximativ 2,1%, China înregistrând valoarea maximă, de 6,6%. Europa a înregistrat o creștere medie a PIB-ului per persoană angajată de aproximativ 1,3%, Rusia înregistrând valoarea maximă, de 2,5%. Și Africa a avut o creștere medie a PIB-ului per persoană angajată, de aproximativ 0,4% ca și Oceania, care a înregistrat o creștere medie a PIB-ului per persoană angajată de aproximativ 0,85%, valoarea maximă înregistrându-se în Australia, de 0,2%.

### Ținta 8.3: Promovarea politicilor de sprijinire a creării de locuri de muncă și de dezvoltare a întreprinderilor

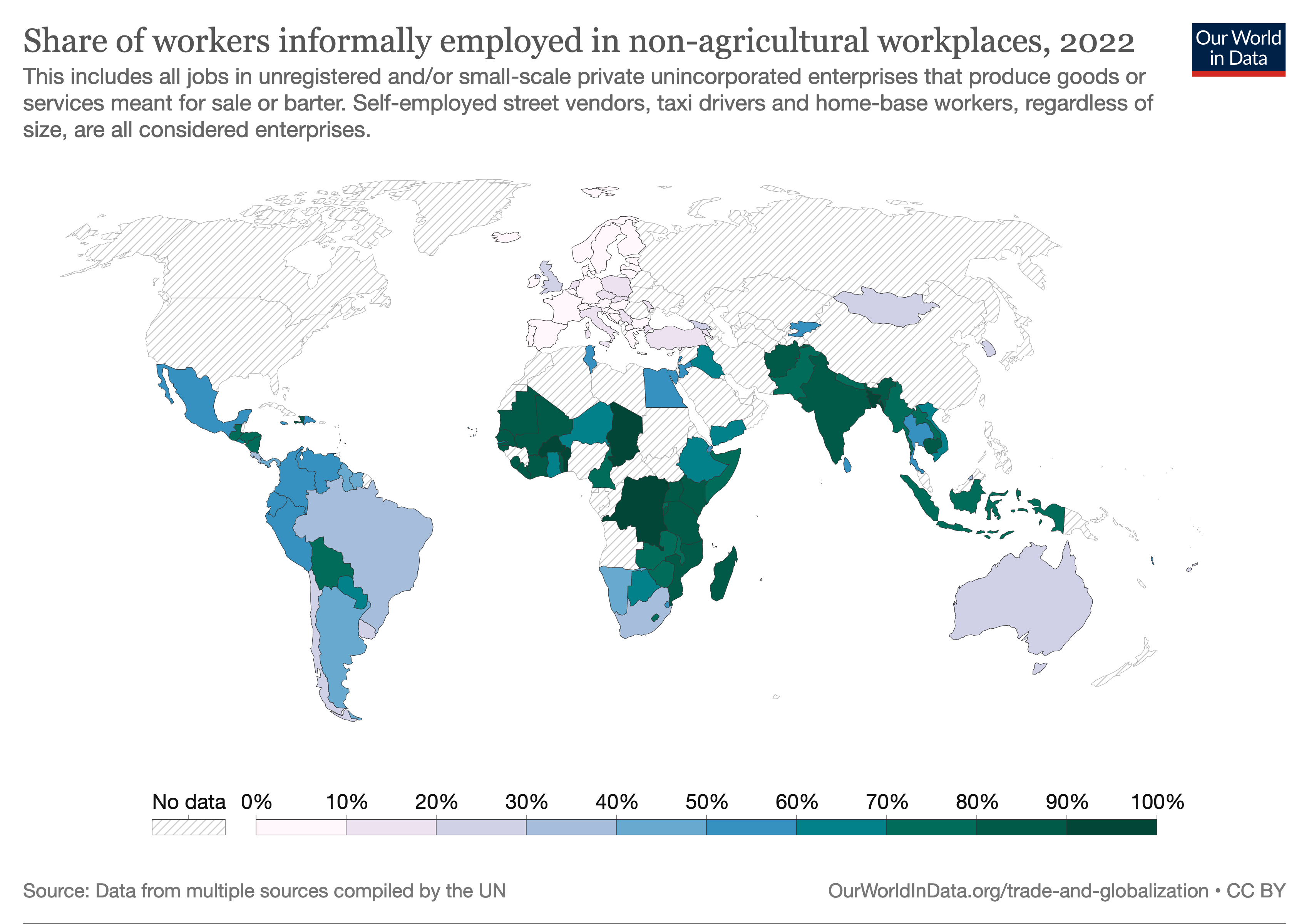
Harta lumii pentru indicatorul 8.3.1: Ocuparea informală a forței de muncă

Textul integral al Țintei 8.3 este: „Promovarea politicilor orientate spre dezvoltare care susțin activitățile productive, crearea de locuri de muncă decente, antreprenoriatul, creativitatea și inovația și încurajarea înființării și dezvoltării microîntreprinderilor și întreprinderilor mici și mijlocii, inclusiv prin accesul la servicii financiare".
Are un singur indicator: indicatorul 8.3.1 reprezintă „Ponderea angajărilor informale în afara sectorului agriculturii, după sector și sex”.
Locurile de muncă aflate sub incidența ocupării informale de locuri de muncă non-agricole includ: întreprinderi private neînregistrate și/sau la scară mică, angajate în producția de bunuri sau servicii destinate vânzării sau trocului, vânzători stradali independenți, șoferi de taxi și lucrători la domiciliu, indiferent de dimensiune.

### Ținta 8.4: Îmbunătățirea eficienței resurselor în consum și producție

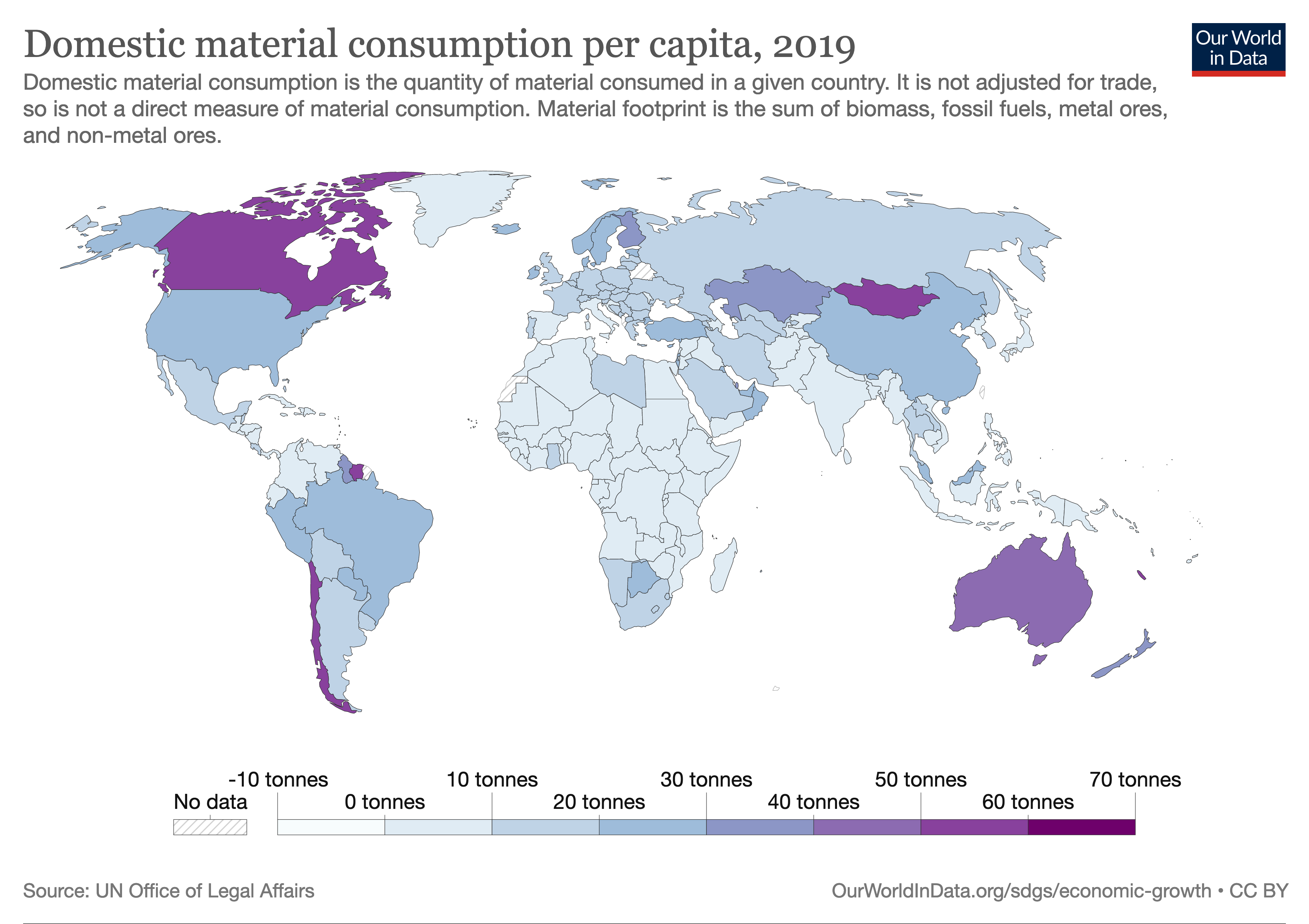
Harta lumii pentru indicatorul 8.4.2: Consumul intern de materiale per locuitor

Textul integral al Țintei 8.4 este: „Până în 2030, îmbunătățirea progresivă la nivel mondial a eficienței utilizării resurselor în consum și producție și creșterea eforturilor de decuplare a creșterii economice de degradarea mediului, în conformitate cu Cadrul de programe pe 10 ani privind consumul și producția durabile, în special în țările dezvoltate". 
Această țintă are doi indicatori:
- indicatorul 8.4.1: „Amprenta materială, amprenta materială per locuitor și amprenta materială per PIB”,
- indicatorul 8.4.2: „Consumul intern de materiale, consumul intern de materiale per locuitor și consumul intern de materiale per PIB”.

Amprenta materială totală este suma amprentei materiale pentru biomasă, combustibili fosili, minereuri metalice și minereuri nemetalice. Datele despre amprentele materiale sunt depășite și nu sunt disponibile după anul 2010. Amprenta materială per locuitor a înregistrat o creștere de 39% din anul 2000 până în 2017, ajungând la 12,18 tone, iar amprenta materială pe unitatea de PIB a înregistrat o creștere de 7% din anul 2000 până în 2017, ajungând la 1,16 kg.
Consumul intern de materiale per locuitor a crescut cu 11% din 2010 până în 2017, ajungând la 12,17 tone, iar consumul intern de materiale pe unitatea de PIB a stagnat între 2010 și 2017, rămânând la o valoare de 1,16 kg.

### Ținta 8.5: Ocuparea deplină a forței de muncă și muncă decentă, cu salarii egale

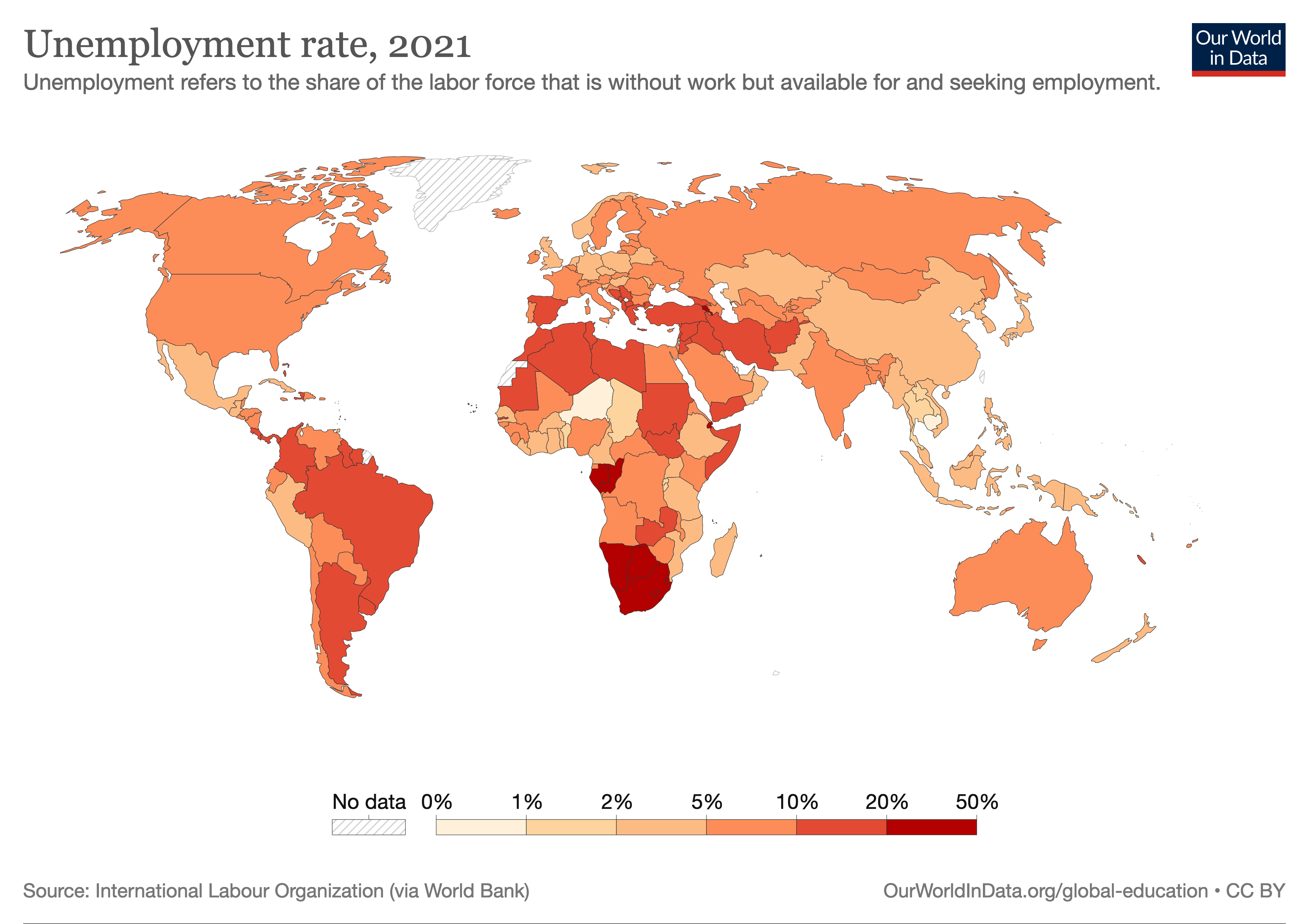
Harta lumii pentru indicatorul 8.5.2: Rata șomajului

Textul integral al Țintei 8.5 este: „Până în 2030, atingerea unei ocupări depline și productive a forței de muncă, locuri de muncă decente pentru toate femeile și toți bărbații, inclusiv pentru tineri și persoane cu dizabilități și remunerație egală pentru muncă egală". 
Această țintă are doi indicatori:
- indicatorul 8.5.1: „Câștigul orar mediu al angajaților de sex feminin și masculin, după ocupație, vârstă și persoane cu dizabilități”,
- indicatorul 8.5.2: „Rata șomajului, după sex, vârstă și persoane cu dizabilități”.

Câștigurile medii sunt raportate pentru angajații bărbați și femei, dar nu sunt disponibile pentru analize ulterioare în toate țările. În 2017, „a fost determinată o diferență de remunerare între femei și bărbați ponderată în funcție de gen de 19%”.

### Ținta 8.6: Promovarea angajării, educării și formării tinerilor

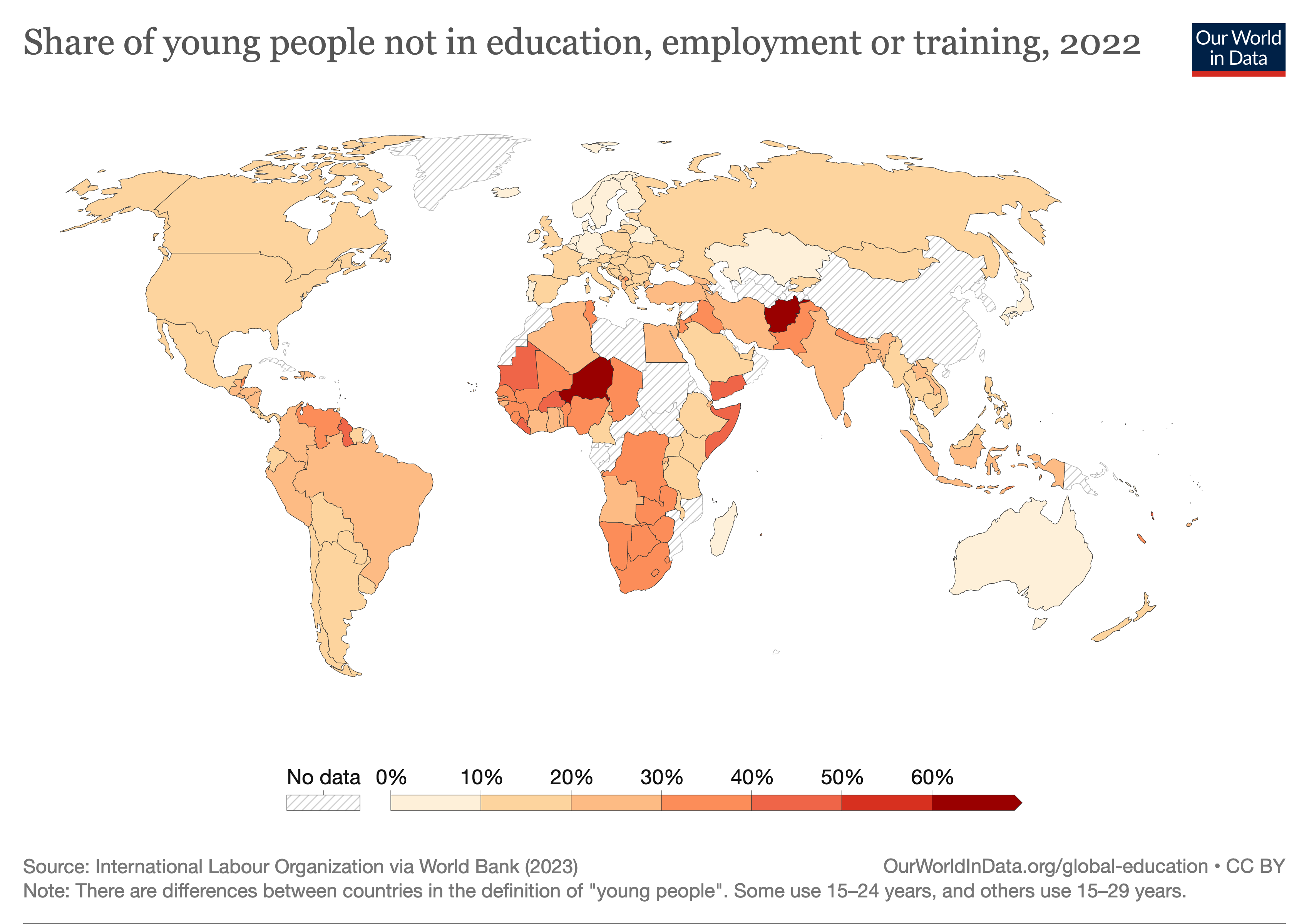
Harta lumii pentru indicatorul 8.6.1: Ponderea tinerilor (cu vârste între 15 și 24 de ani) care nu sunt angajați, nici în educație sau formare

Textul integral al Țintei 8.6 este: „Până în 2020, reducerea substanțială a ponderii tinerilor care nu au un loc de muncă, nici nu urmează cursuri de educație sau formare". Spre deosebire de majoritatea țintelor ODD, care au ca termen limită anul 2030, aceasta este programată să fie atinsă până în 2020.
Această țintă are un singur indicator: indicatorul 8.6.1 reprezintă „Ponderea tinerilor (cu vârste între 15 și 24 de ani) care nu sunt angajați, nici în educație sau formare”.
Majoritatea ODD-urilor au ca termen limită fie anul 2020, fie anul 2030. În timp ce ODD 8 este programat până în 2030, termenul pentru ținta 8.6 a expirat deja în 2020. În 2019, „22% dintre tinerii lumii nu aveau un loc de muncă, nici nu urmau o formă de educație sau formare, valoare care a rămas relativ constantă din 2005”.
În Canada, de-a lungul anilor, a existat o scădere ușoară a numărului de tineri care nu sunt nici angajați, nici nu urmează cursuri de educație sau formare (Youth not in education, employment or training - NEET). Rata NEET în 1975 a atins o valoare de 18%, iar în 2020 de 20%.
Deși s-au înregistrat progrese în multe țări din America de Nord și Europa, acest lucru nu este valabil pentru majoritatea țărilor africane, unde ratele NEET pentru tineri sunt mai mari în prezent decât în 2015 (când au fost adoptate ODD-urile).
Tinerii care nu sunt nici angajați, nici nu urmează cursuri de educație sau formare au mai multe șanse de a fi afectați negativ în ceea ce privește bunăstarea lor emoțională, fizică și psihosocială. Lipsa locurilor de muncă decente poate contribui, de asemenea, la exacerbarea problemelor globale, cum ar fi sărăcia și migrația în masă.

### Ținta 8.7: Eradicarea sclaviei moderne, a traficului de persoane și a muncii copiilor

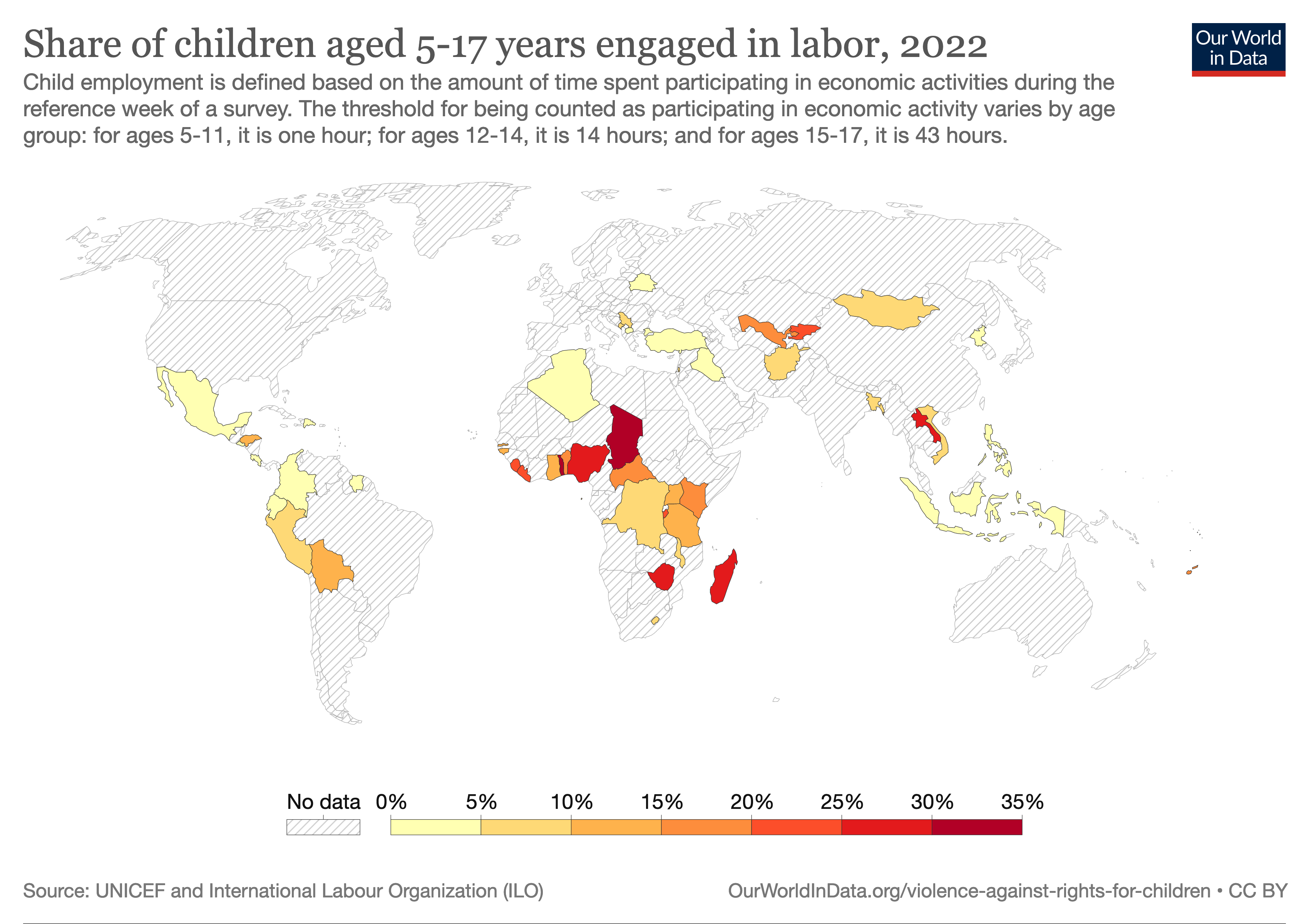
Harta lumii pentru indicatorul 8.7.1: Ponderea copiilor angajați cu vârsta între 5 și 17 ani

Textul integral al Țintei 8.7 este: „Adoptarea de măsuri rapide și eficiente pentru eradicarea muncii forțate, a sclaviei moderne și a traficului de persoane și pentru a asigura interzicerea și eliminarea celor mai grave forme de muncă a copiilor, inclusiv recrutarea și folosirea copiilor soldați și, până în 2025, stoparea muncii copiilor sub toate formele".
Această țintă are un singur indicator: indicatorul 8.6.1 reprezintă „Ponderea și numărul copiilor cu vârsta cuprinsă între 5 și 17 ani angajați în muncă, după sex și vârstă”.

### Ținta 8.8: Protejarea drepturilor persoanelor angajate în muncă și promovarea unor medii de lucru sigure

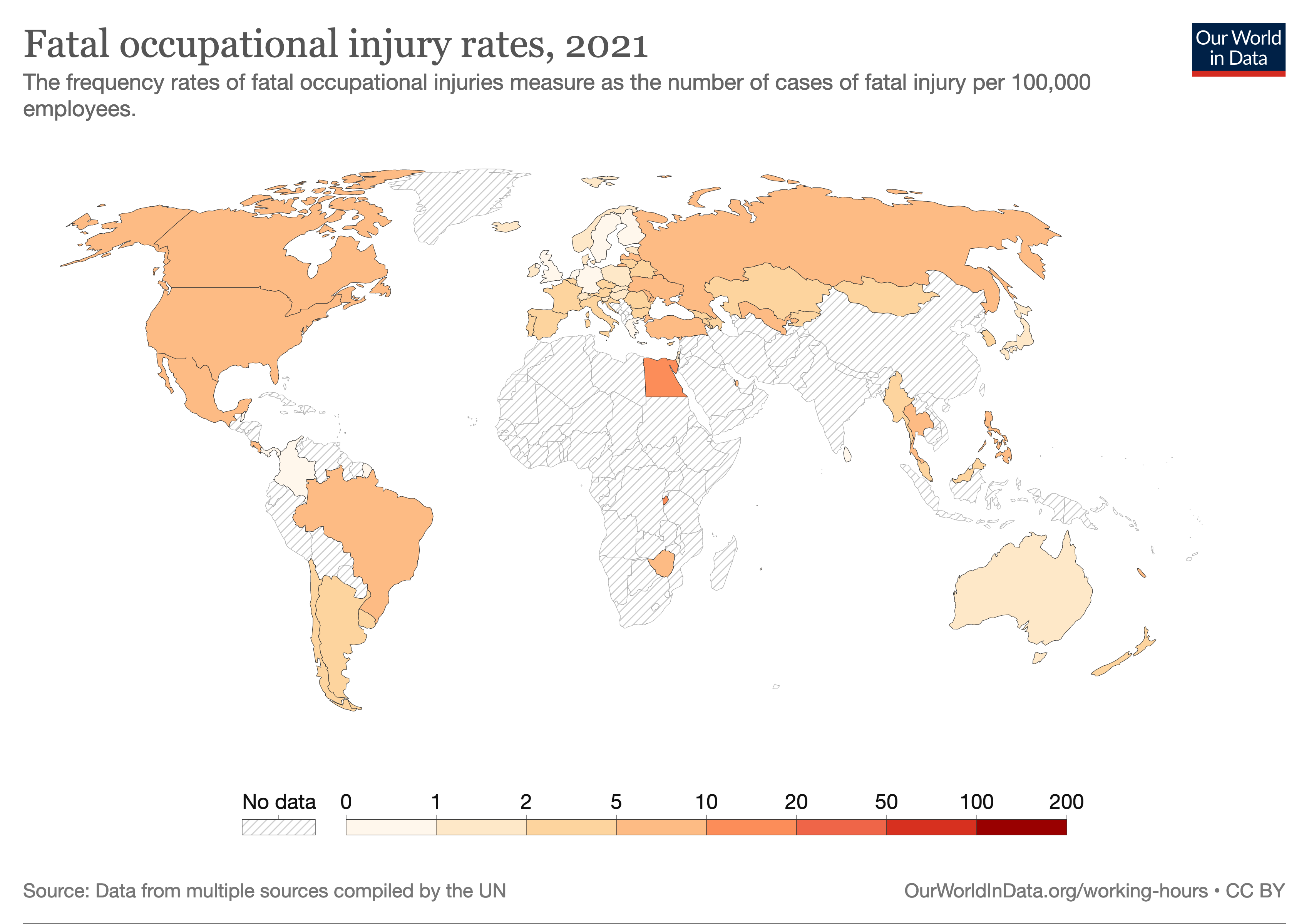
Harta lumii pentru indicatorul 8.8.1: Rata accidentelor profesionale mortale

Textul integral al Țintei 8.8 este: „Protejarea drepturilor persoanelor angajate în muncă și promovarea unor medii de lucru sigure și securizate pentru toți lucrătorii, inclusiv pentru lucrătorii migranți, în special femeile migrante, și pentru cei cu locuri de muncă precare".
Această țintă are doi indicatori:
- indicatorul 8.8.1: „Ratele de frecvență a accidentelor profesionale mortale și nemortale la 100.000 de muncitori, după  sex și statutul de migrant”,
- indicatorul 8.8.2: „Nivelul de conformitate la nivel național cu drepturile persoanelor angajate în muncă (libertatea de asociere și negociere colectivă) pe baza normelor Organizației Internaționale a Muncii (OIM) și a legislației naționale, după sex și statutul de migrant”.

### Ținta 8.9: Promovarea turismului benefic și durabil

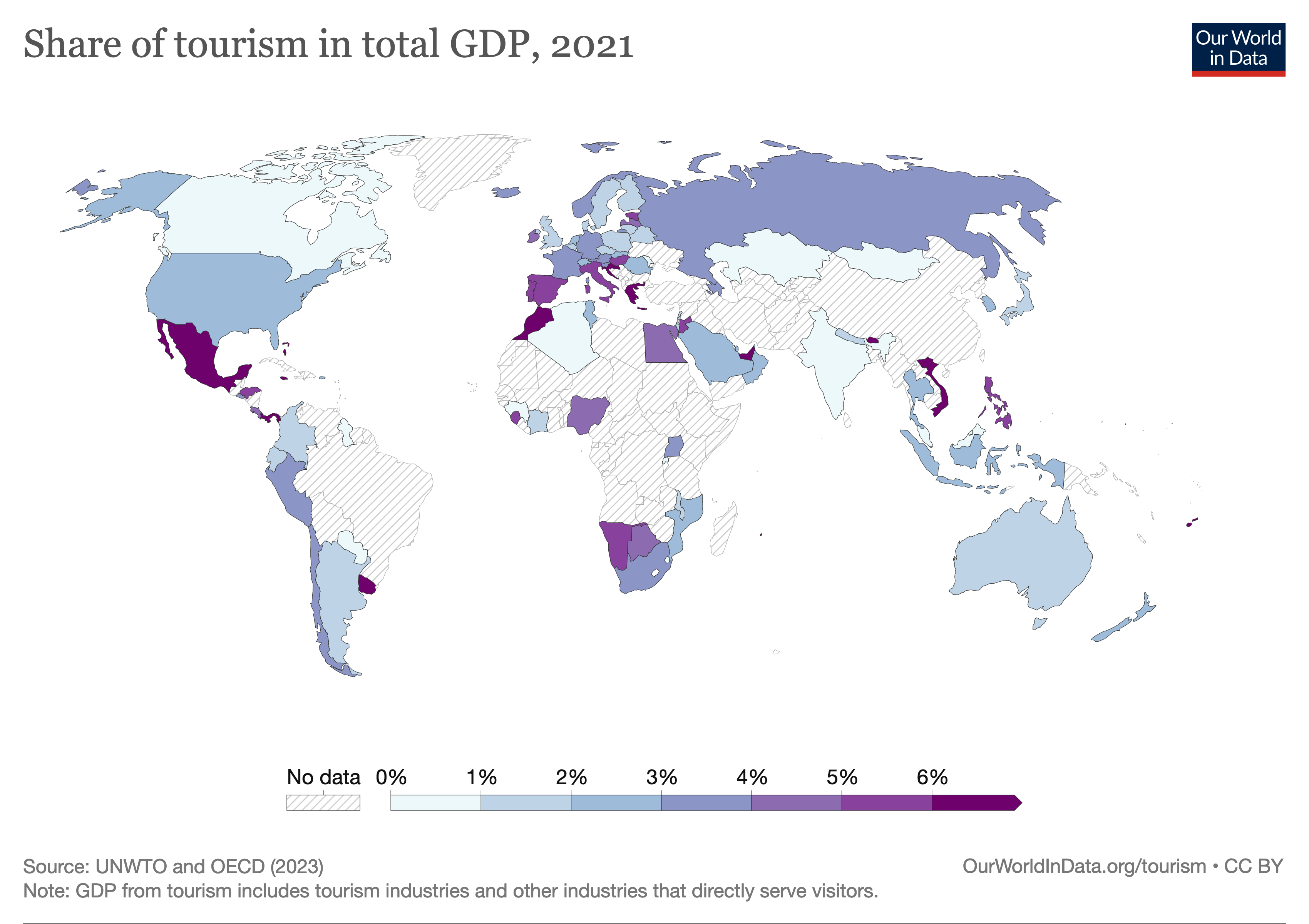
Harta lumii pentru indicatorul 8.9.1: Ponderea turismului în PIB-ul total

Textul integral al Țintei 8.9 este: „Până în 2030, elaborarea și implementarea de politici pentru a promova turismul durabil care să creeze locuri de muncă și să promoveze cultura și produsele locale".
Această țintă are un singur indicator: indicatorul 8.9.1 reprezintă „Ponderea turismului în PIB-ul total și în rata de dezvoltare”.
În 2020 a fost depusă o propunere de eliminare a indicatorului 8.9.2: „Ponderea locurilor de muncă din industriile turismului durabil în totalul locurilor de muncă din turism”.
Organizația Mondială a Turismului a Națiunilor Unite definește turismul durabil ca fiind „turismul care ține seama pe deplin de impacturile sale economice, sociale și de mediu actuale și viitoare, abordând nevoile vizitatorilor, ale industriei, ale mediului și ale comunităților gazdă”.

### Ținta 8.10: Acces universal la servicii bancare, de asigurări și financiare

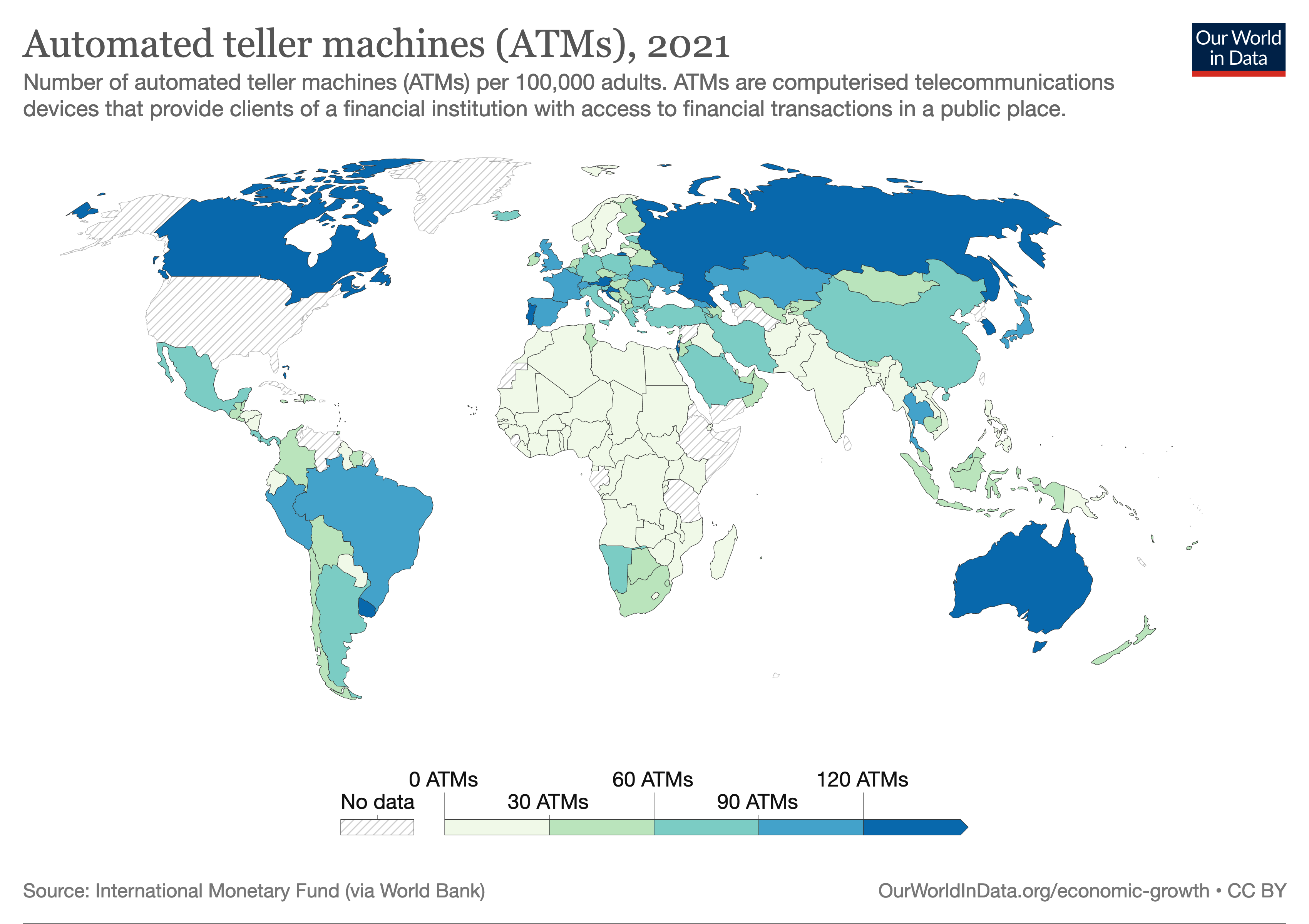
Harta lumii pentru indicatorul 8.10.1b: Numărul de bancomate la 100.000 de adulți

Textul integral al Țintei 8.10 este: „Consolidarea capacității instituțiilor financiare naționale de a încuraja și extinde accesul tuturor la servicii bancare, de asigurări și financiare".
Această țintă are doi indicatori:
- indicatorul 8.10.1: „Numărul de sucursale ale băncilor comerciale la 100.000 de adulți și (b) numărul de bancomate (ATM) la 100.000 de adulți”,
- indicatorul 8.10.2: „Ponderea adulților (în vârstă de 15 ani și peste) cu un cont la o bancă sau altă instituție financiară sau la un furnizor de servicii financiare prin telefonie mobilă (mobile-money-service provider)”.

### Ținta 8.a: Creșterea sprijinului pentru comerț

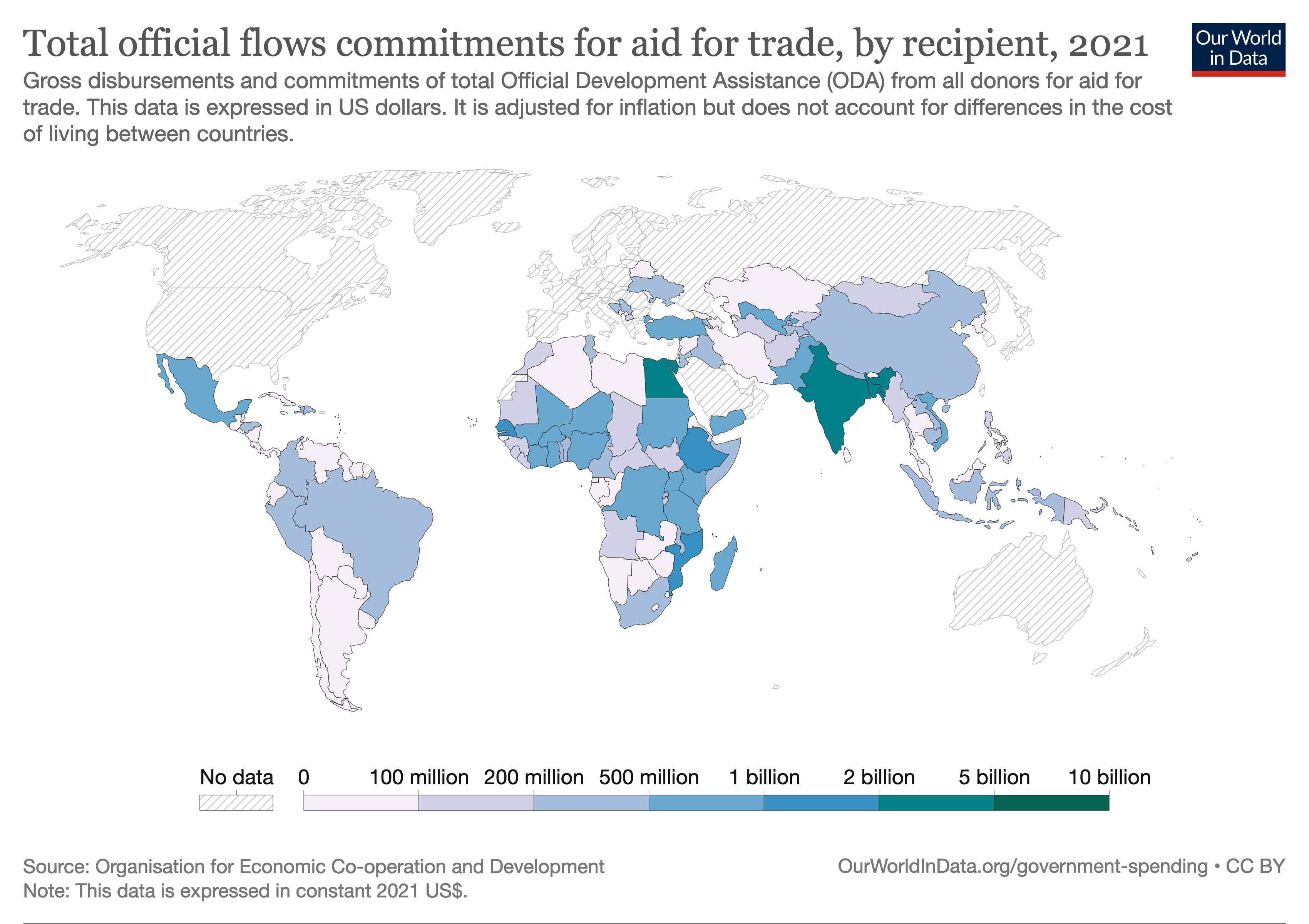
Harta lumii pentru indicatorul 8.a.1: Angajamentele și plățile privind ajutorul pentru comerț

Textul integral al Țintei 8.a este: „Creșterea sprijinului  pentru comerț (Aid for Trade) pentru țările în curs de dezvoltare, în special țările cel mai puțin dezvoltate, inclusiv prin Cadrul integrat consolidat pentru asistența tehnică legată de comerț destinată țărilor cel mai puțin dezvoltate (Enhanced Integrated Framework for Trade- related Technical Assistance to Least Developed Countries)".
Această țintă are un singur indicator: indicatorul 8.a.1 reprezintă „Angajamentele și plățile privind ajutorul pentru comerț (Aid for Trade).
Indicatorul 8.a.1 este măsurat ca Asistență Oficială pentru Dezvoltare (AOD) alocată ajutorului pentru comerț, în USD la valoarea din 2015.
În 2018, „angajamentele de ajutor pentru comerț au rămas stabile, la 58 de miliarde de dolari, pe baza prețurilor actualizate”. Asia de Sud și Asia Centrală „au primit cele mai mari ponderi ale acesteia (31,4%), urmate de Africa subsahariană (29,2%)".

### Ținta 8.b: Dezvoltarea unei strategii globale de ocupare a forței de muncă pentru tineri

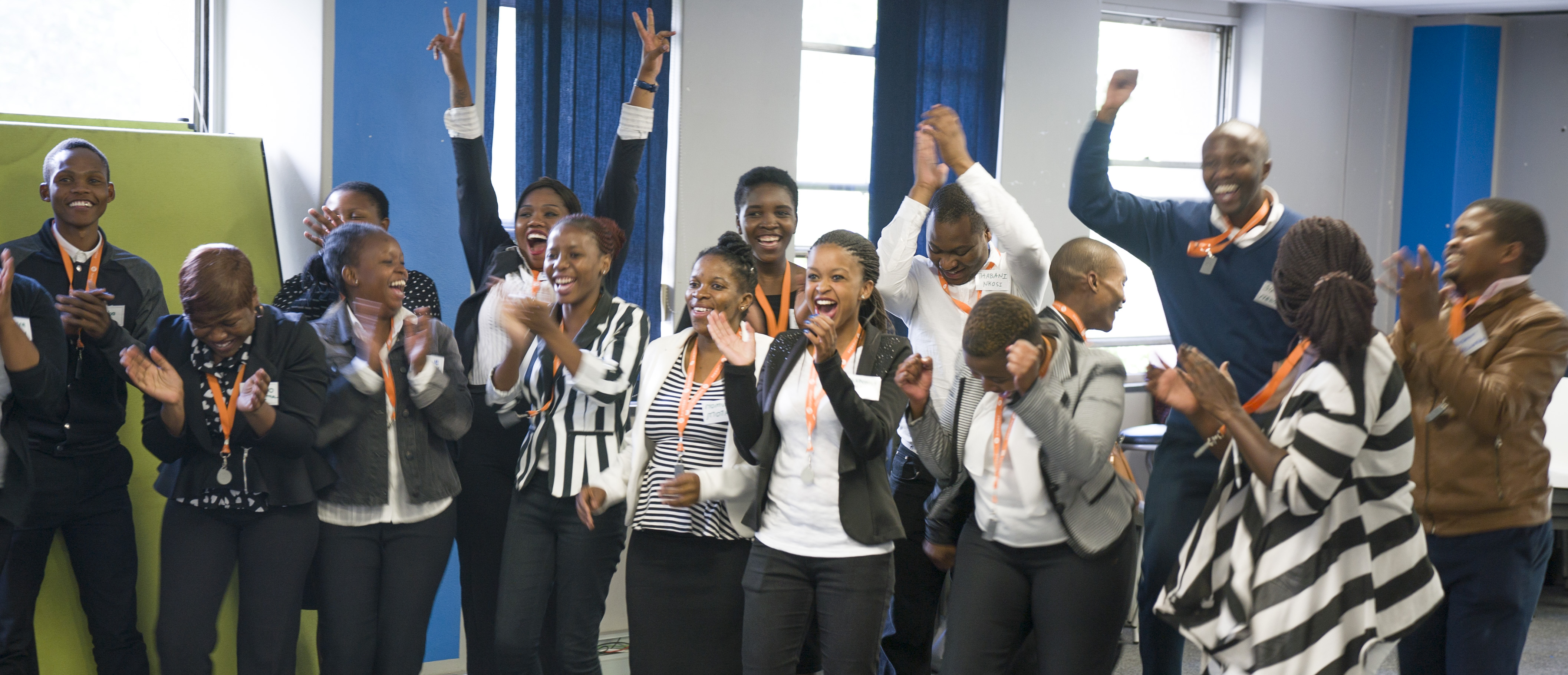
Absolvenți ai Acceleratorului de angajare a tinerilor „Harambee” din Johannesburg

Textul integral al Țintei 8.b este: „Până în 2020, dezvoltarea și operaționalizarea unei strategii globale privind ocuparea forței de muncă pentru tineri și implementarea Pactului global privind locurile de muncă al Organizației Internaționale a Muncii".
Această țintă are un singur indicator: indicatorul 8.a.1 reprezintă „Existența unei strategii naționale dezvoltate și operaționalizate privind ocuparea forței de muncă pentru tineri, ca strategie distinctă sau ca parte a strategiei naționale de ocupare a forței de muncă".
Spre deosebire de majoritatea țintelor ODD care au ca termen limită anul 2030, data-țintă pentru acest indicator este 2020. Conform datelor pentru 2019, 98% dintre țările chestionate au avut o strategie de ocupare a forței de muncă pentru tineri sau un plan de dezvoltare a uneia în viitorul apropiat Organizația Internațională a Muncii, în calitate de agenție custode pentru acest indicator, este responsabilă de colectarea datelor privind progresul Strategiei globale de abilitare a tinerilor (Global Youth Empowerment Strategy).

### Agenții custode
Agențiile custode au sarcina de a măsura progresul indicatorilor:
- pentru indicatorul 8.1.1: Departamentul Națiunilor Unite pentru Afaceri Economice și Sociale (UN-DESA) și Divizia de Statistică a Organizației Națiunilor Unite (UNSD).
- pentru indicatorii 8.2.1, 8.3.1, 8.5.1, 8.5.2, 8.6.1, 8.8.1, 8.8.2 și 8.b.1: Organizația Internațională a Muncii (OIM) .
- pentru indicatorii 8.4.1 și 8.4.2: Programul Națiunilor Unite pentru Mediu (UNEP).
- pentru indicatorul 8.7.1: Organizația Internațională a Muncii (OIM) și Fondul Internațional pentru Urgențe ale Copiilor al Națiunilor Unite (UNICEF).
- pentru indicatorii 8.9.1 și 8.9.2: Organizația Mondială a Turismului a Națiunilor Unite (UNWTO).
- pentru indicatorul 8.10.1: Fondul Monetar Internațional (FMI).
- pentru indicatorul 8.10.2: Banca Mondială (BM).
- pentru indicatorul 8.a.1: Organizația pentru Cooperare și Dezvoltare Economică (OCDE).

## Provocări

### Impactul pandemiei de COVID-19
Întrucât multe companii s-au închis și numeroase afaceri mici au fost afectate ca urmare a pandemiei COVID-19, se raportează că șansele de angajare vor continua să scadă.
Izbucnirea pandemiei COVID-19 în 2020 a redus rata de creștere a fiecărei economii din lume, inclusiv a fiecărui sector, cum ar fi băncile, asigurările și serviciile. Alte sectoare, cum ar fi turismul, se confruntă, de asemenea, cu provocări, iar PIB-ul per locuitor este de așteptat să scadă cu 4,2%.

## Critici
Mai mulți cercetători au observat că o creștere economică globală continuă de 3% (ODD 8.1) ar putea să fie în dezacord cu sustenabilitatea ecologică (ODD 6 - Apă curată și canalizare, ODD 12 - Consum și producție responsabile, ODD 13 - Acțiune climatică, ODD 14 - Viața marină și ODD 15 - Viața terestră), deoarece rata necesară de decuplare eco-economică globală absolută este mult mai mare decât a realizat orice țară în trecut. Potrivit antropologului Jason Hickel, ODD 8 poate intra în conflict și cu alte obiective non-mediu, de exemplu cu ODD 1 - Fără sărăcie sau poate deveni de nerealizat dacă dezvoltarea economică duce la automatizarea integrală a majorității locurilor de muncă, ceea ce poate fi mai ușor în sectorul de producție crucial al țărilor în curs de dezvoltare. În lumina acestui fapt, el propune eliminarea Țintei 8.1 - Creștere economică durabilă și modificarea altor obiective, cum ar fi Ținta 8.4 - Îmbunătățirea eficienței resurselor în consum și producție și ODD 10 - Reducerea inegalităților (reducerea inegalității veniturilor) pentru a le face cantitative și orientate în mod explicit către durabilitate și bunăstare socială.

## Monitorizare și progres
Forumul Politic la Nivel Înalt pentru Dezvoltare Durabilă al ONU (High-level Political Forum on Sustainable Development - HLPF) se întrunește în fiecare an pentru monitorizarea globală a ODD, sub auspiciile Consiliului Economic și Social al Națiunilor Unite. Rapoartele de progres la nivel înalt pentru toate ODD-urile sunt publicate de Secretarul General al Națiunilor Unite.

## Legături cu alte ODD
Obiectivele de Dezvoltare Durabilă sunt interdependente. Atingerea ODD 8 este codiționată de succesul și progresul altor ODD. Nu poate exista creștere în economia vreunei țări dacă cetățenii ei nu sunt bine educați. Prin urmare, ODD 8 - Muncă decentă și creștere economică este interconectat cu ODD 4 - Educație de calitate și cu ODD 5 - Egalitatea de gen în privința șanselor egale de muncă. Există, de asemenea, legături puternice cu ODD 9 - Industrie, inovare și infrastructură și cu ODD 12 - Consum și producție responsabile.

## Organizații

### Sistemul ONU
- Banca Mondială: De la adoptarea obiectivelor globale de dezvoltare durabilă, Grupul Băncii Mondiale a sprijinit viziunea de a atenua sărăcia și de a împuternici ambele genuri prin expertiza sa, mobilizarea resurselor proprii și altele[28][29].
- Oficiul Națiunilor Unite pentru Afaceri Spațiale (UNOOSA)
- Organizația Internațională a Muncii (OIM)[6]
- UN Women acționează pentru a „asigura drepturi economice și dezvoltare pentru toți prin promovarea muncii decente, a remunerației egale pentru muncă egală, a accesului egal la active și oportunități economice și a distribuirii echitabile a muncii de îngrijire neremunerată”[30].
- Organizația Mondială a Turismului a Națiunilor Unite (UNWTO)